# Хансен, Оге Мариус
Оге Мариус Хансен (дат. Aage Marius Hansen; 27 сентября 1890, Дания — 5 мая 1980, Дания) — датский гимнаст, бронзовый призёр летних Олимпийских игр 1912 года в командном первенстве по произвольной системе.

## Личная жизнь
Большую часть своей жизни работал обойщиком. Был женат на Герде Хансен, в браке родилось две дочери — Берте и Лизе. Младшая дочь, Лиза, открыла небольшой музей недалеко от стадиона Брондбю в память о своём отце: там хранятся все награды отца и оды, посвящённые его выступлениям на Олимпиаде 1912 года.